# Guetim
Guetim is een plaats (freguesia) in de Portugese gemeente Espinho en telt 1 532 inwoners (2001).